# Albrechtice v Jizerských horách
Albrechtice v Jizerských horách – gmina w Czechach, w powiecie Jablonec nad Nysą, w kraju libereckim.
1 stycznia 2017 liczyła 341 mieszkańców, a średni wiek mieszkańca wynosił 42,1 lat.